# Edith Nesbit
Edith Nesbit (gift Edith Bland), född 15 augusti 1858 i Kennington i London, död 4 maj 1924 i New Romney i Kent, var en brittisk författare som skrev över sextio barnböcker. Hon växte upp i Frankrike, Tyskland och Storbritannien.
Ett tiotal av Edith Nesbits böcker finns översatta till svenska. År 1900 kom Skattsökarne (The Story of the Treasure Seekers, 1899), 1903 Fem barn och ett sandtroll (Five Children and It, 1902) och 1963 Huset Ardens gåta (The House of Arden, 1908), som har inspirerat författandet av TV-serien Huset Silfvercronas gåta. Nesbit har även författat barnboken Den sista draken.

## Privatliv
Edith Nesbit gifte sig med Hubert Bland i april 1880, och deras äldste son föddes några månader senare. De fick ytterligare två barn tillsammans. Han hade två barn tillsammans med en annan kvinna, men de barnen uppfostrade hon som om de varit hennes egna. Efter Blands död gifte hon om sig med Thomas "the Skipper" Tucker.